# Verwaltungsgemeinschaft Zwönitz

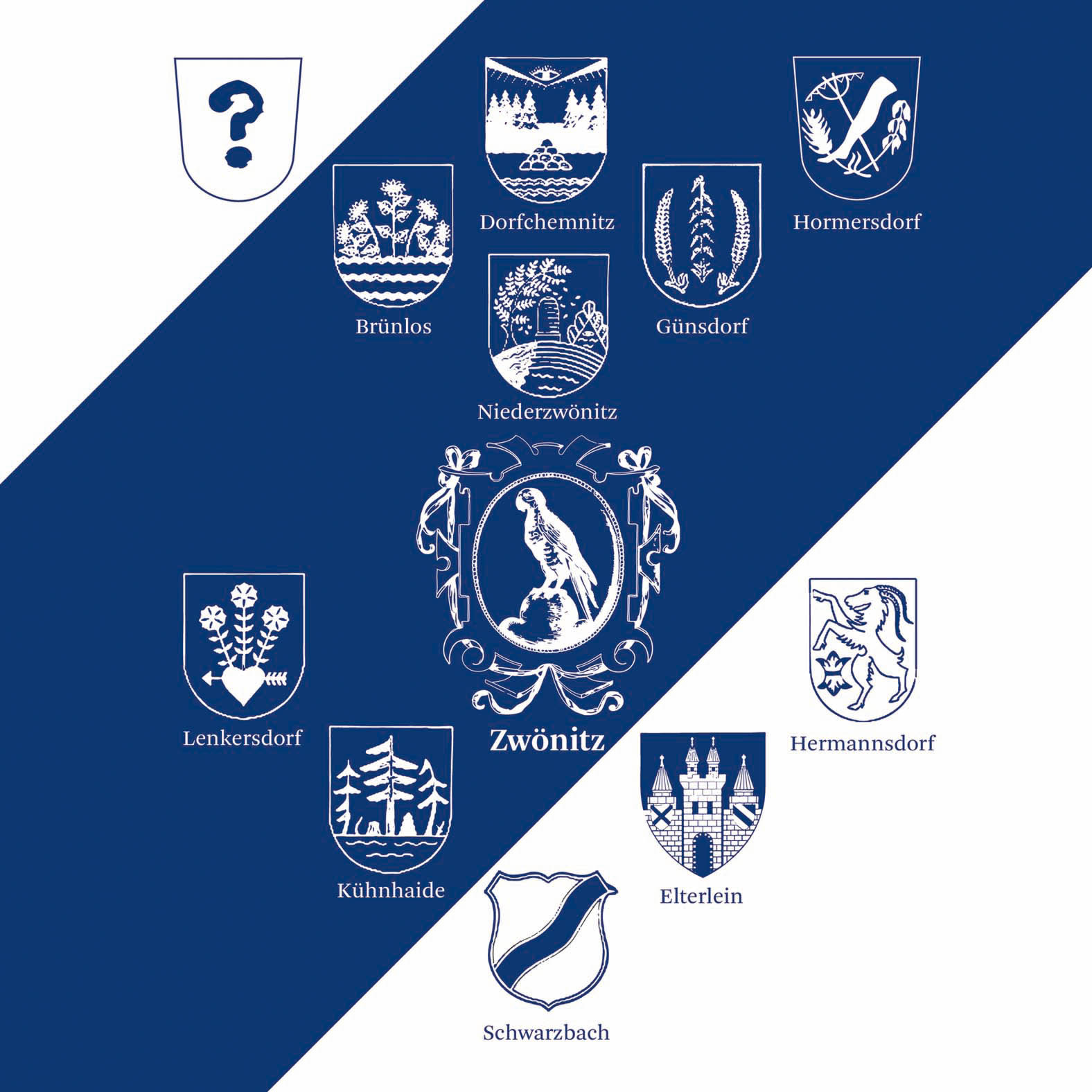
Zwönitz und seine Ortsteile und die Verwaltungsgemeinschaft Zwönitz-Elterlein

Die Verwaltungsgemeinschaft Zwönitz ist eine Verwaltungsgemeinschaft im Erzgebirgskreis im Freistaat Sachsen. Sie ist am 21. März 2008 durch die beiden Gemeinden Zwönitz und Hormersdorf gegründet worden. Sie entstand nach der Auflösung der Verwaltungsgemeinschaft Auerbach. Zum 1. Januar 2009 schloss sich die bis dahin zur Verwaltungsgemeinschaft Geyer gehörende Stadt Elterlein der Verwaltungsgemeinschaft Zwönitz an. Hormersdorf wurde zum 1. Januar 2013 nach Zwönitz eingemeindet.
Die Verwaltungsgemeinschaft liegt im Mittleren Erzgebirge am Geyerischen Wald, ca. 25 km Luftlinie südwestlich von Chemnitz und an der Quelle des Zwönitzbaches. Bis zur Grenze nach Tschechien sind es ca. 30 km. Der höchste Punkt im Gemeinschaftsgebiet misst 760 m ü. NN, der niedrigste Punkt 485 m ü. NN.

## Mitgliedsgemeinden
- Elterlein mit den Ortsteilen Hermannsdorf und Schwarzbach
- Zwönitz mit den Ortsteilen Brünlos, Dorfchemnitz, Günsdorf, Hormersdorf, Kühnhaide, Lenkersdorf und Niederzwönitz